# Błocko
Błocko – wieś w Polsce położona w województwie wielkopolskim, w powiecie wolsztyńskim, w gminie Wolsztyn.

## Historia
Miejscowość pierwotnie związana była z Wielkopolską. Ma metrykę średniowieczną i istnieje co najmniej od XIV wieku. Wymieniona pierwszy raz w dokumencie zapisanym po łacinie z 1393 pod nazwą „Blodsko”, 1401 or. Bloczko, 1428 Blodsko, 1460 Blodczsko, 1462 Bloczsko, 1563 Bloczszko” .
W 1435 należała do powiatu kościańskiego Korony Królestwa Polskiego. W 1510 odnotowano przynależność do parafii Gościeszyn w dekanacie Grodzisk .
Miejscowość była wsią szlachecką należącą początkowo do lokalnego szlacheckiego rodu Błockich. Później w wyniku dziedziczenia, zastawów oraz sprzedaży wieś zmieniała właścicieli. W 1393 właścicielem był Piotr Błocki. W latach 1417–1434 należała do Mikołaja Błockiego, a w 1426 także do jego brata Piotr Błockiego. W 1428 właściciel we wsi Piotr i Stefan Płoccy. W 1460 jego synowie Jan, Wojciech, Andrzej, Stanisław i Stefan. W 1428 nastąpiło rozgraniczenie pomiędzy dziedzinami Gościeszyn oraz Błocko należącymi do Mikołaja, Piotra i Stefana Błockich. W 1435 Stefan zapisuje żonie Katarzynie po 50 grzywien posagu i wiana na połowie Błocka. Granica przebiegała od styku ze wsią Łąkie aż do styku ze wsią Dąbrowa należącą do posiadłości Abrahama Kębłowskiego. W 1566 odnotowano pobór podatków z części wsi należącej do Baltazara Strzeżmińskiego z Trzcianki oraz do Jana Błockiego. Pobrano opłaty od 14 zagrodników bez roli, komornika oraz od dwóch karczm dorocznych. W 1581 odbył się pobór z części Wojciecha Błockiego od 6 zagrodników, karczmy dorocznej położonej na 1/4 łana. Z części Marcieja Pożarowskiego pobrano podatek od 5 zagrodników i karczmy ulokowanej na 1/4 łana .
Wieś szlachecka Bloczko położona była w 1581 roku w powiecie kościańskim województwa poznańskiego w Rzeczypospolitej Obojga Narodów.
W wyniku II rozbioru Rzeczypospolitej w 1793, miejscowość przeszła w posiadanie Prus i jak cała Wielkopolska znalazła się w zaborze pruskim. W okresie Wielkiego Księstwa Poznańskiego (1815-1848) miejscowość wzmiankowana jako Błocko należała do wsi większych w ówczesnym powiecie babimojskim rejencji poznańskiej. Błocko należało do rakoniewickiego okręgu policyjnego tego powiatu i stanowiło część majątku Dąbrowa, który należał wówczas do Macieja Mielżyńskiego.
W latach 1975–1998 miejscowość administracyjnie należała do województwa zielonogórskiego.

## Demografia
Według spisu urzędowego z 1837 roku Błocko liczyło 269 mieszkańców, którzy zamieszkiwali 14 dymów (domostw).
Liczba mieszkańców miejscowości w poszczególnych latach:
| Rok  | Liczba mieszkańców |
| ---- | ------------------ |
| 1837 | 269                |
| 1998 | 242                |
| 2002 | 220                |
| 2009 | 224                |
| 2011 | 203                |
| 2021 | 201                |
| 2022 | 201                |